# Victor Delhez
Victor Delhez (Antwerpen, 16 maart 1902 – Mendoza, 4 januari 1985) was een Belgische kunstenaar die vooral bekendstaat om zijn hout- en linoleumsnedes.
Victor Delhez was een van de zeven kinderen van Antoine Delhez (23 mei 1872 - 11 oktober 1924) en Marie Thérèse Diels (25 juni 1873 - 14 oktober 1924). Zijn vader runde een hotel met de naam 'Hotel des Sports' (afgebroken in de jaren 70 van de 20ste eeuw) aan de overkant van het Centraal Station in Antwerpen en had daarnaast ook als een van de eersten in Antwerpen een autobedrijf gelegen in de Lamorinierestraat ter hoogte van huisnummer 25.

## Opleiding en jeugdjaren
Delhez ging naar school aan het Koninklijk Atheneum van Antwerpen, maar door het uitbreken van de Eerste Wereldoorlog deed hij een deel van zijn middelbare studies in het buitenland, meer bepaald in de Ecole Lafayette in Parijs en de Acland School in Londen. Dat was van korte duur, want tussen 1916 en 1918 studeerde hij opnieuw in Antwerpen aan de Koninklijke Academie voor Schone Kunsten waar hij leerling was van de bekende schilder Félix Gogo en architect Pol Berger.

#### Eerste werken (1918)

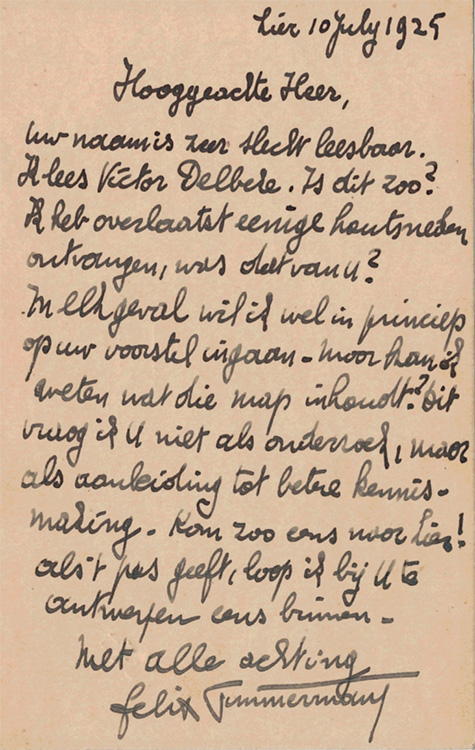
Kaartje van Felix Timmermans aan Delhez

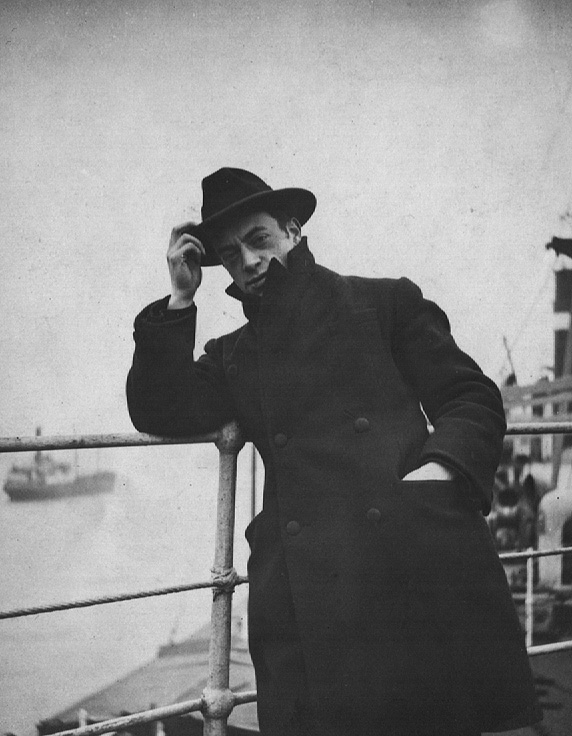
De jonge Victor Delhez in 1925 kort voor zijn vertrek naar Argentinië.

Zijn eerste verzameling linografieën, 'Tien Vlaamse Koppen', (waaronder schrijver Felix Timmermans) verscheen in 1918. Hoewel vrij primitief kondigen ze duidelijk een veelbelovend talent aan. Hij werkte in die tijd ook even als scheepstekenaar op de Cockerillwerf in Hoboken, een voorstad van Antwerpen, maar dat was niets voor hem.

#### Universiteit Leuven, dienstplicht en eerste houtsnedes (1918 - 1925)
Van 1918 tot 1923 studeerde Delhez aan de Universiteit van Leuven, waar hij afstudeerde als landbouwingenieur met scheikunde als hoofdvak. In die periode begon Delhez ook karikaturen en surrealistisch werk tentoon te stellen. In 1923 vervulde hij zijn militaire dienstplicht en ging daarna aan de slag als manager van het autobedrijf van Antoine Delhez. Dat betekende echter niet het einde van zijn artistieke bezigheden want hij leverde literaire bijdragen aan kranten, tijdschriften en begon te werken aan een eerste reeks houtsnedes die uiteindelijk in 1925 zouden gepubliceerd worden, met een voorwoord van professor dr. Jozef Muls. Voor het zover kwam kreeg de jonge Victor Delhez echter nog een vreselijk drama te verwerken.

## Overlijden ouders en vertrek naar Argentinië
Op 11 oktober 1924 waren de ouders van Delhez betrokken bij een verkeersongeval in de Waalse gemeente 's-Gravenbrakel. Antoine overleed ter plaatse, zijn vrouw Marie Thérèse stierf drie dagen later in het hospitaal. Korte tijd na deze gebeurtenis gaf Victor Delhez zijn baan als manager van het autobedrijf van zijn vader op en emigreerde in 1925 naar Argentinië.
Toen hij in 1926 aankwam in Buenos Aires wachtte hem echter geen hartelijk welkom. Hij vroeg om hulp bij de Belgische ambassade, maar daar zei men: "Mr. Delhez, als ik in uw plaats was, zou ik de eerste boot terug naar huis nemen." Delhez antwoordde met een citaat van de bekende Franse generaal Patrice de Mac Mahon: "J'y suis, j'y reste" wat betekent "Ik ben hier en ik blijf hier." Delhez hield woord, want hij bleef de resterende dagen van zijn leven in Zuid-Amerika.

## Buenos Aires (1926 - 1933)
Delhez bleef zeven jaar lang, van 1926 tot 1933, in Buenos Aires waar hij in een havenkantoor werkte, als illustrator voor een architect, een bar met futuristische schilderijen decoreerde, diverse andere opdrachten als decorateur had, publiciteitstekeningen maakte, maar ook schilderde, graveerde en fotografeerde. Hij verdiende er amper de kost mee. Heel even droomde hij ervan een agrarisch bedrijf op te richten, maar dat was een doodgeboren idee. Na een paar jaar werden hij en twee andere kunstenaars bekend als "Los tres locos", de drie gekken.

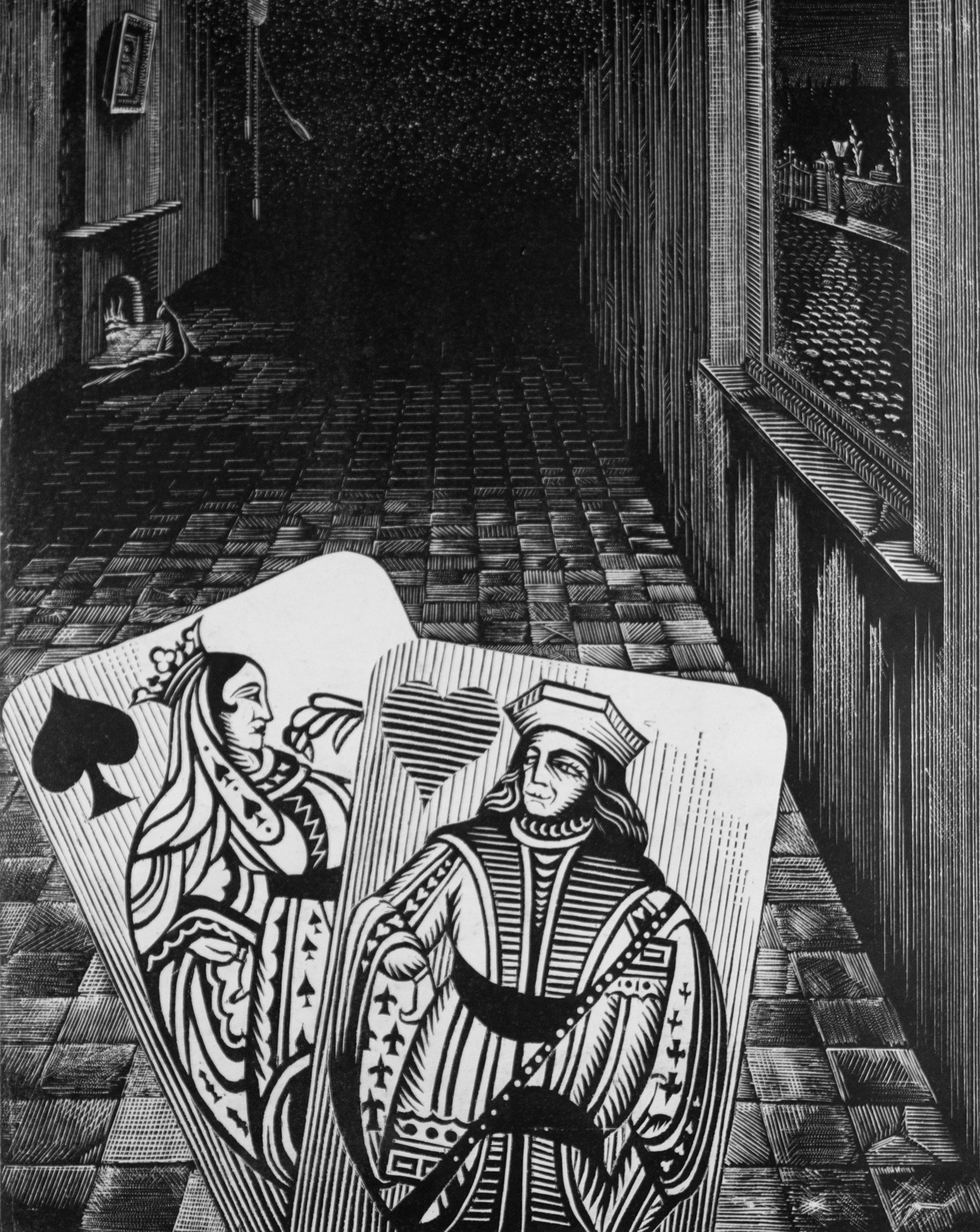
Spleen uit de Les Fleur du mal reeks

### Les Fleurs du Mal
Gefascineerd door 'Les Fleurs du mal', een dichtbundel van de Franse dichter Charles Baudelaire (1821 - 1867) creëerde Delhez in 1932 een reeks van 60 houtsnedes geïnspireerd op deze dichtbundel. Het maakte van hem een lokale beroemdheid, maar hij werd er niet rijk mee.

## Bolivië (1933 - 1937)
In 1933 ging hij in op de uitnodiging van Edgard Ernalsteen, een andere Antwerpenaar uit Borgerhout, die net als Delhez de sprong in het onbekende had gemaakt om hem te vergezellen naar Bolivië. Ernalsteen kocht een landgoed in Suticollo, ongeveer 26 km ten zuidwesten van de stad Cochabamba. Delhez zou in totaal vier jaar in de vredige Cocaraya-vallei blijven.

### De evangeliën

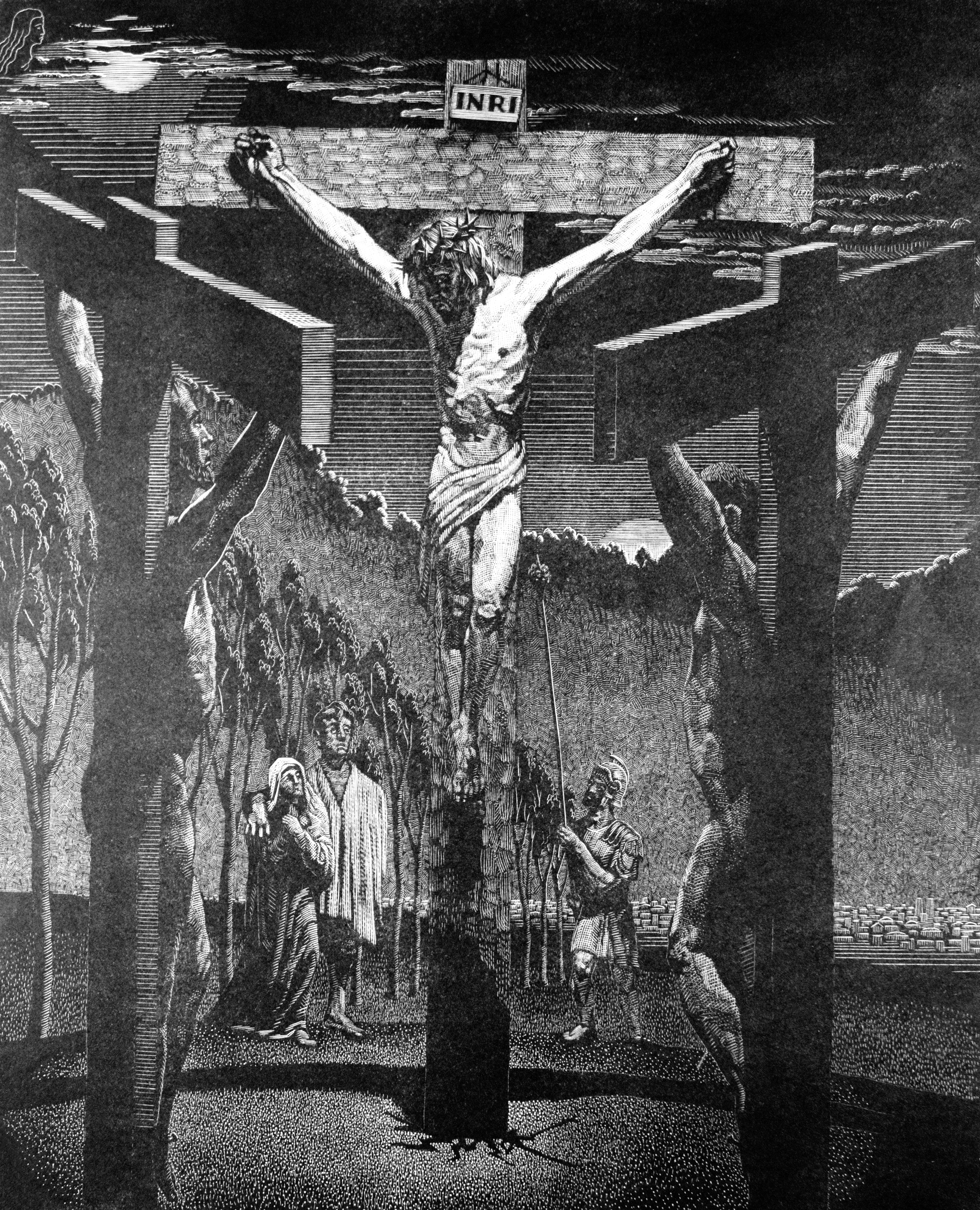
Jezus gekruisigd uit de reeks Evangeliën

In Bolivië zette Delhez de eerste stappen van wat zijn magnum opus zou worden: de realisatie van de meer dan 100 houtsnedes over het onderwerp van de evangeliën. Opmerkelijk aan deze reeks houtsnedes is dat door zijn vriendschap met de Quechua-indianen, de verhalen uit de evangeliën te zien zijn in het typische Boliviaanse landschap. Tijdens zijn verblijf in Bolivië voltooide Delhez de eerste 42 gravures van deze reeks.

### A Dreamer's Tales (1935 - 1936)

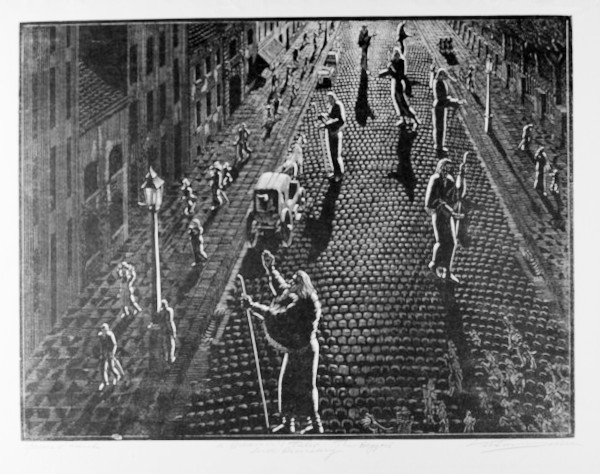
De bedelaars, uit de reeks A Dreamer's Tales van Victor Delhez

Naast de reeks van de evangeliën, creëerde Delhez in Bolivië ook een reeks van 21 houtsnedes met als titel "A Dreamer's Tales", naar het werk van Lord Dunsany (1878 – 1957). Dunsany, wiens volledige naam en titel Edward John Moreton Drax Plunkett, 18e Baron van Dunsany was, was een Anglo-Ierse schrijver en toneelschrijver, die tijdens zijn leven meer dan negentig boeken publiceerde en schrijvers inspireerde zoals HP Lovecraft, J.R.R. Tolkien, Arthur C. Clarke, Jack Vance en vele anderen. Tijdens deze creatie correspondeerde Delhez ook veelvuldig met de auteur.

## Vlucht naar Chili (1937)
De nasleep van de Chaco-oorlog in Paraguay (1932-1935) was ook voelbaar in Bolivië, en de politie dacht dat Delhez een Argentijnse spion was die met zijn drukpers vals geld drukte. Delhez moest daarop het land verlaten en verhuisde naar Santiago, Chili, waar hij bleef werken aan de reeks van evangeliën en aan enkele andere werken.

## Cordoba en Totoral (1938)
In 1938 keerde Victor Delhez terug naar Argentinië, maar hij ruilde de wereldstad Buenos Aires in voor het meer landinwaarts gelegen Cordoba. Hij werkte er het grootste deel van de tijd in het zomerhuis van zijn vriend Rodolfo Araoz Alfaro in een stad genaamd "Villa General Mitre", maar plaatselijk bekend als Totoral (en tegenwoordig als Villa del Totoral).

### Dodendans (1939)

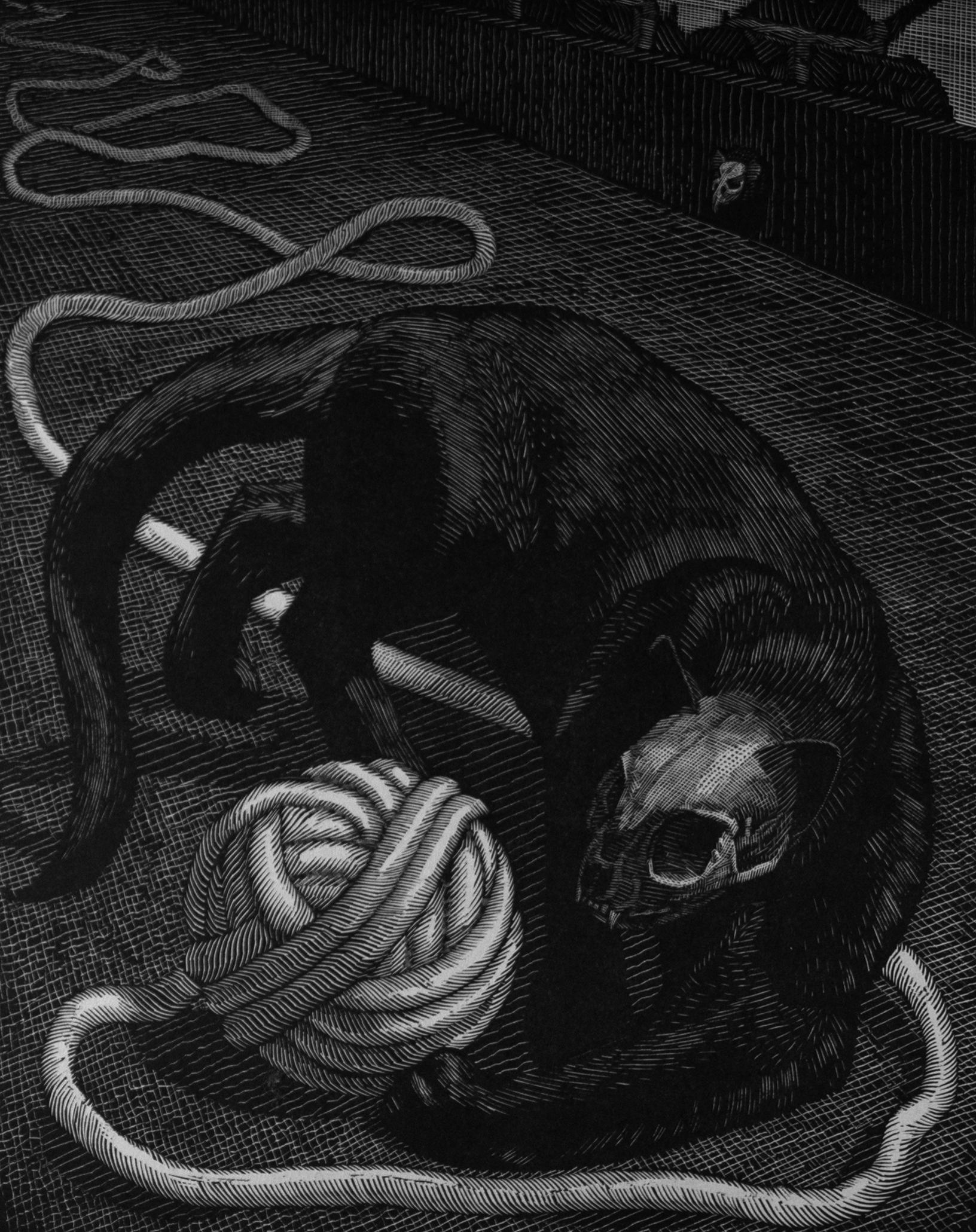
'Kat' een werk uit de reeks Dodendans van Victor Delhez

Delhez werkte er naast andere werken verder aan de reeks van de evangeliën en in 1939 startte hij er met een nieuwe reeks houtsnedes genaamd 'Dodendans' (ook bekend als 'Dance Macabre'). In Totoral zou hij slechts zeven van de 36 houtsnedes van deze reeks voltooien.

## Professor Delhez
Datzelfde jaar werd Delhez professor grafische technieken aan de universiteit van Cuyo, Mendoza, waar hij jarenlang studenten zou opleiden in de kunst van het graveren.

## Chacras de Coria (1940 - 1985)
In 1940, het jaar waar in Europa de Tweede Wereldoorlog losbarstte, verhuisde Victor Delhez voor de laatste keer. Deze keer naar Chacras de Coria, een buitenwijk van Mendoza, ongeveer 100 km van de Chileense grens met het Andesgebergte in de achtertuin.
Rond deze periode maakte de beeldhouwer Lorenzo Domínguez een marmeren beeld van Delhez.

### Eerste reeks Dostojevski (1940 - 1942)

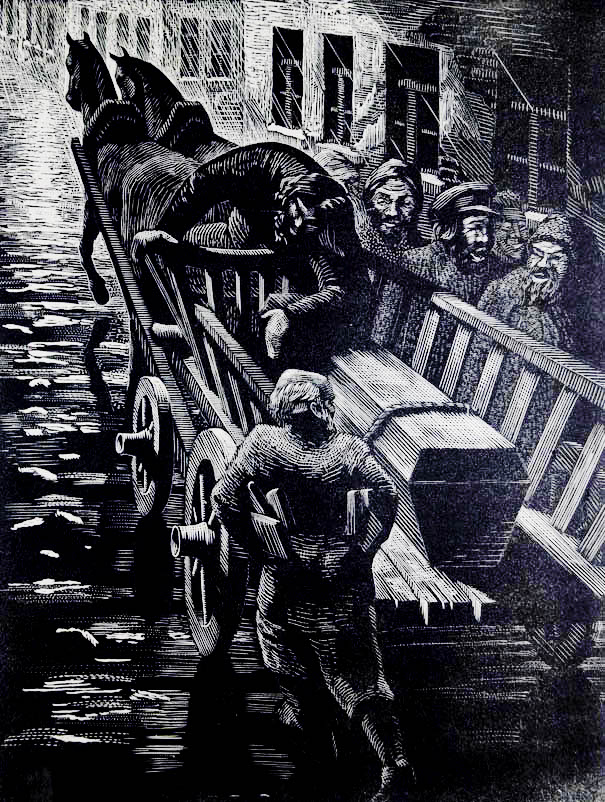
De eerste gravure uit de Dostojevski-reeks met als titel 'Arme mensen'.

In oktober 1940 begon Delhez wederom aan een nieuwe reeks houtsnedes. De Dostojevski-reeks zou een driedelige reeks worden met in totaal 83 houtsnedes gebaseerd op het werk van de Russische schrijver Fjodor Mikhailovich Dostojevski. Delhez begon met een eerste reeks van zestien gravures genaamd 'Kleine voorbereidende reeksen uit romans van voor 1861'.

### Studie zonder steun / Torbellinos (1941 - 1942)
In oktober 1941 maakte Victor Delhez de eerste van zeven werken met als titel 'Studie zonder steun'. Delhez noemde deze soms 'Torbellinos', een serie die uitsluitend bestaat uit composities met naakten.

### Huwelijk en kinderen
In 1942 trouwde Victor Delhez met Alicia de San Pedro, die hij over het algemeen aansprak als 'Liske'. Zij zouden samen twee zonen en twee dochters krijgen: Mario Julio Regis Delhez (1942), Alberto Chris (Cristian) Delhez (1946), Alicia Gloria del Carmen Delhez (1950) en Claudia Monica Caroll Delhez (1952).

### Duizend-en-een Argentijnse nachten (1942) en Tweede reeks Dostojevski (1942 - 1945)
In datzelfde jaar rolde het boek van Juan Draghi Lucero, "Las Mil y Una Noches Argentinas" (Duizend-en-een Argentijnse nachten) dat illustraties bevat van Delhez van de persen. Verder werkte hij in de periode 1942 - 1945 een reeks van 24 houtsnedes af, geïnspireerd op het boek 'De vernederden en gekrenkten' (1861) van Dostojevski.

### Los Quatro Evangelios (1944)

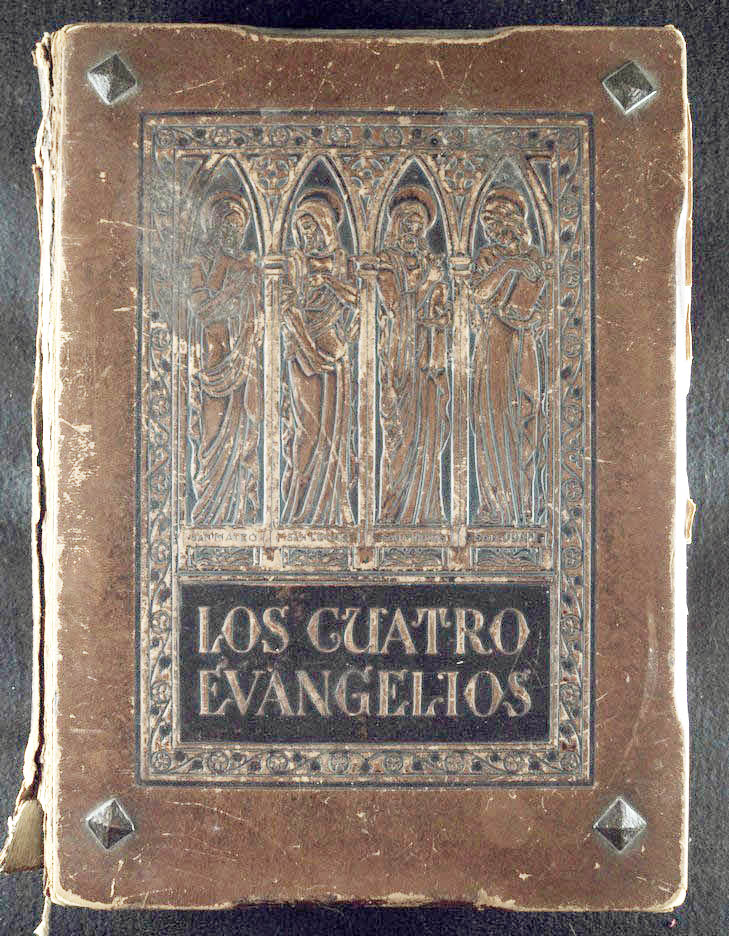
De cover van het boek 'Los Quatro Evengelios'

In 1944 publiceerde Guillermo Kraft Buenos Aires de eerste editie van 'Los Quatro Evangelios'. Meer dan 600 pagina's, geschreven in het Spaans en luxe gebonden in leer met goud aan de zijkanten. Naast de tekst staan er in het boek ook 90 houtsnedes uit de evangeliën-reeks.

### Derde reeks Dostojevski (1945 - 1947)
Aan het derde luik van de Dostojevski-reeks begon Delhez in september 1945, en de reeks werd afgesloten in juni 1947 met 43 houtsnedes geïnspireerd op het boek "Misdaad en straf" (beter gekend als Schuld en Boete).

### De Apocalyps-reeks (1947 -????)

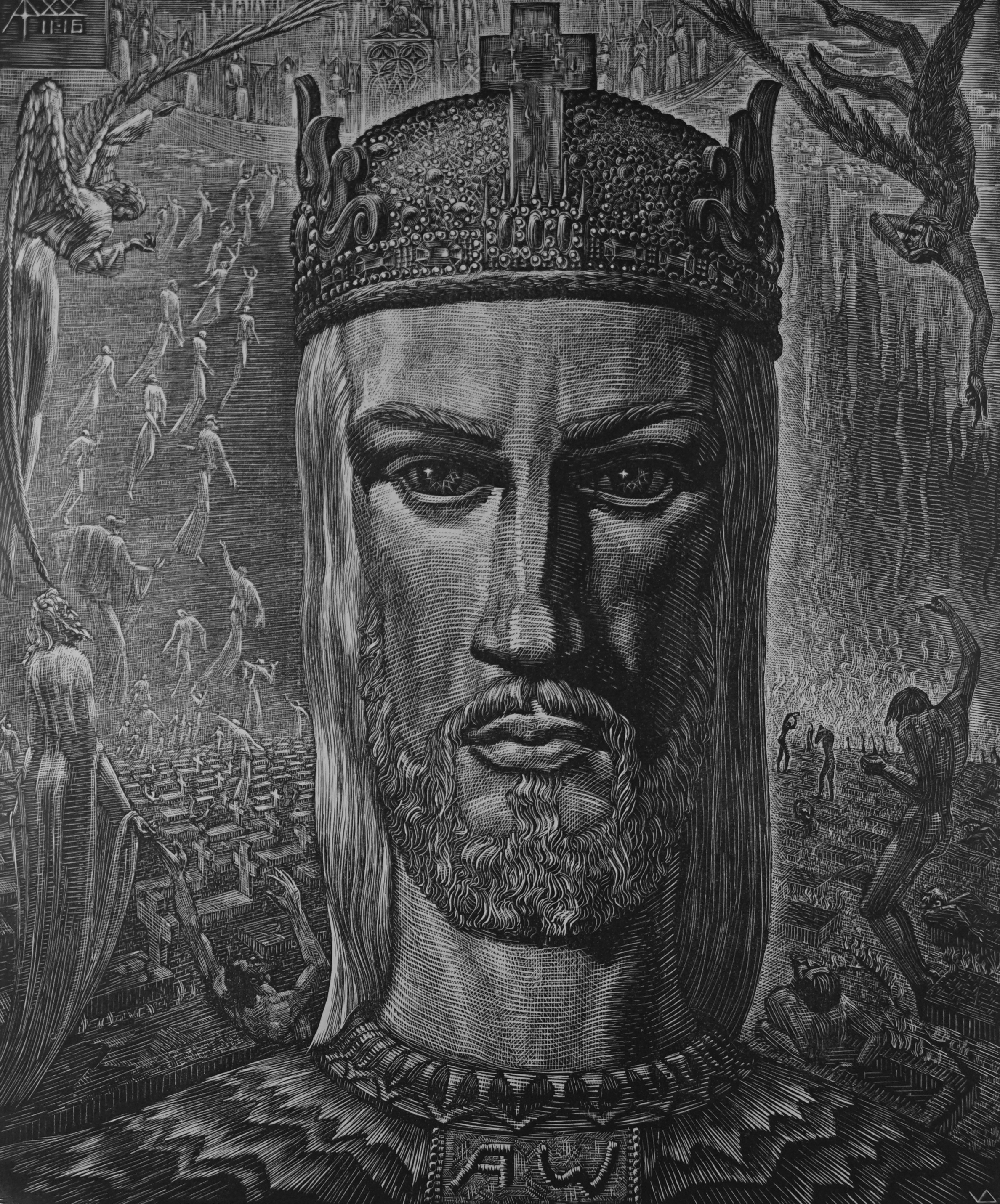
'Het laatste oordeel' uit de reeks Apocalyps (Openbaring van Johannes)

In 1947 begon Victor Delhez met alweer een nieuwe reeks, deze keer gebaseerd op de Openbaring van Johannes, het laatste boek van het Nieuwe Testament van de Bijbel. Deze reeks staat algemeen bekend als 'De Apocalyps-reeks' en wordt door velen beschouwd als de beste reeks van werken die Delhez gemaakt heeft. Hoeveel werken er in deze reeks zijn en wanneer de laatste afgewerkt werd is onbekend. Meestal maakte Delhez houtsnedes, maar voor deze reeks werkte hij uitzonderlijk op koperplaat.

### De laatste evangeliën & Architectuur en nostalgie (1948 -????)
In 1948 voltooide Delhez de vijf laatste houtsnedes van de evangeliën-reeks (aldus zijn deze niet opgenomen in het boek uitgegeven door Guillermo Kraft in 1944) en op eerste kerstdag 1948 startte Victor Delhez nogmaals met een nieuwe reeks. Deze keer was de titel van de reeks "Architectuur en nostalgie". Hoeveel er juist zijn gemaakt in deze reeks is onbekend, op zijn minst 26, maar waarschijnlijk meer. De jaren die volgden was Delhez vooral bezig met werken in de Apocalyps-reeks en deze Architectuur- en nostalgie-reeks, maar hij creëerde beduidend minder werken dan voorheen.

### Productief jaar (1952)
1952 was dan weer een heel productief jaar waar Delhez iets meer dan 100 werken afleverde, doch in een totaal andere stijl, waar hij zich voornamelijk richtte op het abstracte.

### Microscherzino-reeks (1954 - 1956)
Tussen 1954 en 1956 werkte Delhez zeven werken af in een voor hem zeer klein formaat (6,5 x 9 cm) die uitzonderlijk in kleur zijn. Deze reeks staat bekend als de Microscherzino-reeks.

## Tentoonstellingen

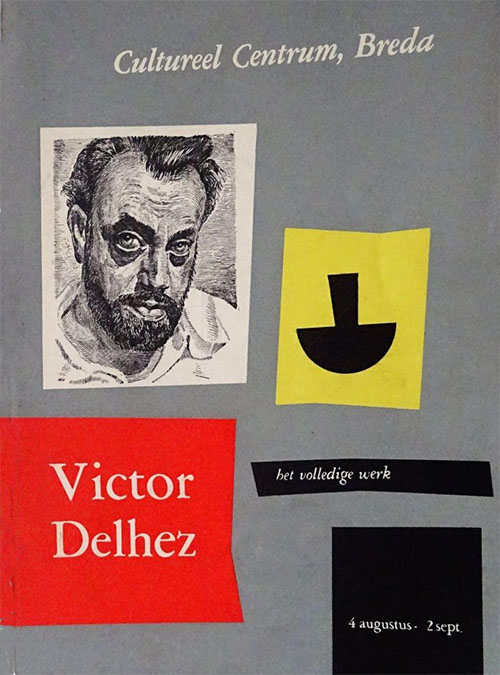
Cover van de tentoonstellingscatalogus van de tentoonstelling in Breda

Op 4 augustus 1956 opende in het op 30 juni 1956 geopende Cultureel Centrum de Beyerd in Breda (Nederland) een grote overzichtstentoonstelling van Victor Delhez, waar voor het eerst zijn volledige werk werd samengebracht. Voorheen in 1955 was er wel een tentoonstelling van Delhez geweest in het Paleis voor Schone Kunsten in Brussel (heden gekend als BOZAR) die rond de "A Dreamer's Tales" werken draaide en door zijn zussen Jeanne en Alice georganiseerd werd, maar die was niet zo groot als de tentoonstelling in Breda. Uit deze tentoonstelling vloeide ook een catalogus voort van Delhez' werken tot 1956, de zogenaamde Breda-catalogus. Deze omvat een oplijsting en soms kleine of grote beschrijving van meer dan 900 werken van Delhez. De catalogus deelt de houtsneden van Delhez in in thematische categorieën.
Er zijn in de loop der jaren honderden tentoonstellingen geweest van Delhez. Soms in samenwerking met andere kunstenaars, maar dikwijls ook solo, zowel in Europa Canada, Zuid- en Midden-Amerika, Japan en de Verenigde Staten waaronder in het Smithsonian in Washington, en in het Metropolitan Museum of Art in New York.

## Unieke werken
Wat de werken van Victor Delhez zo uniek maakt is het feit dat de kunstenaar over het algemeen slechts acht exemplaren van ieder werk afdrukte. Vier exemplaren bleven meestal in Argentinië en de vier resterende werden verzonden naar zijn zussen Alice en Jeanne Delhez in België, die als een soort van agenten van zijn werken in Europa fungeerden. De originele graveerblokken werden na deze acht afdrukken vrijwel altijd vernietigd door er krassen op te maken of er bijtend zuur over te gieten. Op deze manier voorkwam Delhez massaproductie van zijn werken en zijn originelen (meestal ook gesigneerd en met de vermelding 'epreuve'd artiste' wat duidt dat het om een van de acht originele exemplaren gaat) eerder zeldzaam en felbegeerde kunstobjecten bij verzamelaars.

## Latere werken
Delhez creëerde nog veel meer werken na de tentoonstelling van 1956 in Breda. Hij had echter de gewoonte om zelden iets te noteren, en als hij het toch deed was zijn handschrift dikwijls onleesbaar. Hierdoor is het heel erg moeilijk om een up-to-date overzicht van al zijn werken, inclusief die welke gecreëerd werden na 1956, samen te stellen.

## Publicaties
Verschillende boeken die het artistieke werk van Victor Delhez onderzoeken, werden tijdens zijn leven voltooid. Fernando Diez de Medina's studie uit 1938, "El Arte Nocturno de Victor Delhez", en een studie uit 1969 door Guillermo Petra Sierralta, "Victor Delhez: Apocalipsis, Danza Macabre, Grabado en Colores" zijn de meest gekende. Naar aanleiding van een tentoonstelling in Antwerpen in 1981 ter gelegenheid van Delhez' 80ste verjaardag, verscheen bij deze tentoonstelling ook een begeleidend boek van Arthur Verthé en Gaby Gyselen.

## Terugkeer naar België

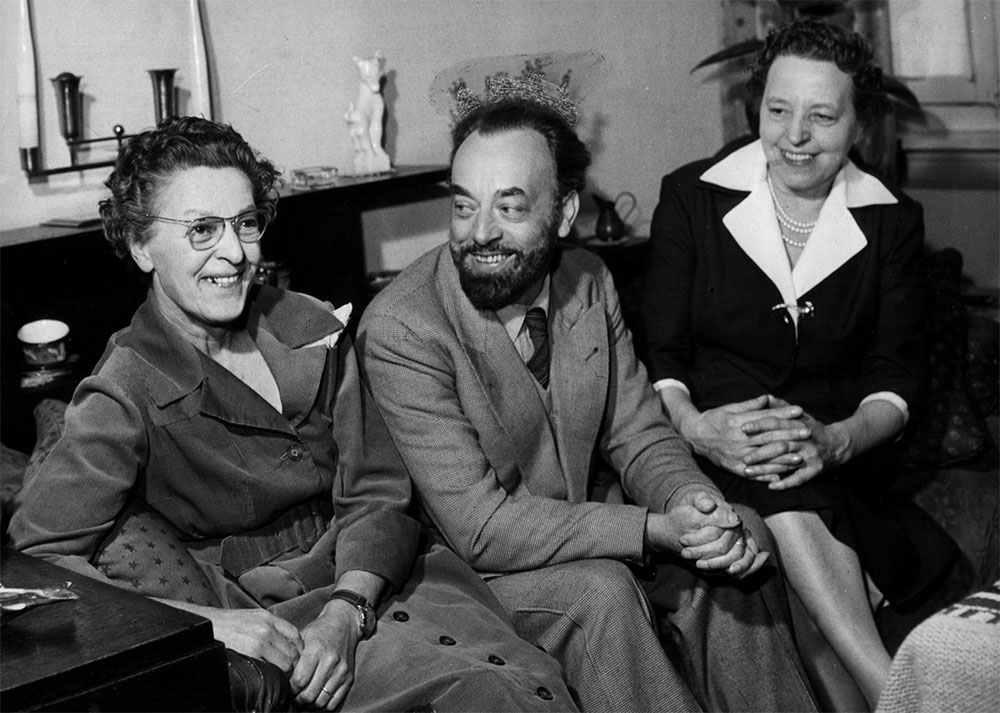
Victor Delhez en twee van zijn zusters, Alice en Jeanne bij zijn bezoek aan Antwerpen in 1960

Delhez zou in zijn leven slechts twee keer terugkeren naar zijn geboortestad Antwerpen. Een eerste keer in 1960, waar hij als binnenkomer de vraag die een journalist hem stelt: "Vindt u dat er veel veranderd is in Antwerpen sinds uw vertrek in 1925?" schalks beantwoordde met: "Er is eigenlijk niet veel veranderd, behalve dat onze kathedraal niet langer verborgen is achter stellingen." Bij dit bezoek was er zowel in Antwerpen als in het Duitse Keulen een tentoonstelling die zich vooral richtte op zijn abstracte werken. Delhez verbleef ook een tijdje in Parijs, waar hij mocht logeren in het huis van de Belgische kunstenaar Michel Seuphor, (1901 – 1999) die wel eens 'De paus van het abstracte' genoemd werd.
21 jaar na zijn vorige bezoek, keerde Victor Delhez in 1981 voor de laatste keer terug naar Antwerpen. Hij was uitgenodigd door de organisatie "Vlamingen in de wereld vzw" omdat er een viering was met een tentoonstelling in het Letterenhuis ter gelegenheid van zijn 80ste verjaardag, die het jaar daarop zou plaatsvinden. De Stad Antwerpen, de provincie Antwerpen en het Ministerie van Nederlandse Cultuur steunden deze tentoonstelling.
Naast zijn bezoek aan Antwerpen, maakte Delhez ook nog samen met zijn vrouw Liske en haar twee zusters een treinreis door Europa waar ze o.a. Rome en Barcelona bezochten.

## Laatste jaren en overlijden

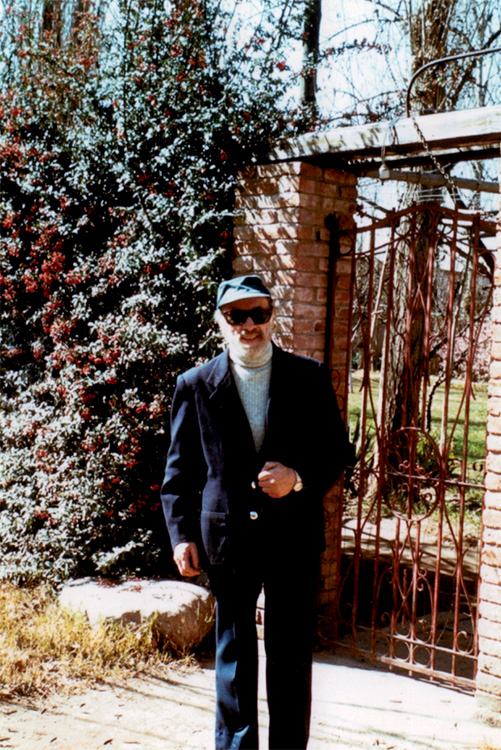
Laatst gekende foto van Victor Delhez in 1984

Het bezoek aan Antwerpen en de lange treinreis door Europa waren zwaar voor de toen 79-jarige Victor Delhez, wiens gezondheid al niet optimaal meer was. Hij begon bovendien de eerste tekenen van dementie te vertonen. Na zijn terugkeer naar Zuid-Amerika is hij nooit meer de oude geworden. Hij stierf op 4 januari 1985 in Mendoza. De doodsoorzaak en begraafplaats zijn onbekend.

## Na Delhez' dood
Delhez bleef echter aandacht krijgen in de jaren na zijn dood. In 2014 gebruikte paus Franciscus (zelf een Argentijn) een houtsnede van Delhez met de geboorte van Christus als illustratie voor de Vaticaanse kerstwenskaart.
Er werden nog verschillende tentoonstellingen georganiseerd, waaronder in België in Het Landhuis in Lillo in 2002. In 2015 was er in het Museo de Artes Plásticas Eduardo Sívori in Buenos Aires en in het Casa Municipal de Cultura in Santa Cruz, Bolivië een grote tentoonstelling omtrent Delhez. In 2016 vonden nog twee andere grote Delhez-tentoonstellingen plaats in het Espacio Cultural Julio Le Parc in Mendoza, Argentinië en in het FeliXart Museum in Drogenbos, België.
In 2015 werd er een paper gepresenteerd tijdens het Congreso Nacional e Internacional de Historia del Arte, Cultura y Sociedad, aan de Universidad Nacional de Cuyo in Mendoza, Argentinië. Wetenschappers Roxana Jorajuria en Gabriela Menéndez, verklaarden in hun werk dat Delhez een baanbrekende Latijns-Amerikaanse moderne kunstenaar was.

## Waar zijn de werken van Delhez te vinden?
De werken van Delhez zijn te vinden in collecties van vele musea over gans de wereld. Zo bezit de Koninklijke Bibliotheek van België in Brussel meer dan 350 werken van Delhez. Het State College of Florida, Manatee-Sarasota in Bradenton, Florida bezit er ongeveer 275. Een honderdtal werken zijn in het bezit van het Museum Plantin-Moretus in Antwerpen, België. Verder zijn Delhez' werken ook terug te vinden in de collectie van het Museum of Modern Art in New York, in het Baltimore Museum of Art (die in 2014 een videoblog maakten over het werk Scherzo in Gold, uit de reeks Dodendans) en in verschillende musea in Argentinië en andere Zuid-Amerikaanse landen.

## Website
Op de Nationale feestdag van België, 21 juli 2021, ging na meer dan één jaar research en werk, de officiële website van Victor Delhez online. Origineel in het Engels, maar een automatische machinevertaling in meer dan 100 talen is beschikbaar. Naast een zeer uitgebreide biografie met vele foto's, een virtueel museum met een selectie van werken van Delhez, is er ook een overzicht van alle werken tot 1956 te vinden. Dit is een herwerkte versie van de zogenaamde Breda catalogus met enkel titels van de werken, serienummer, begin en einddatum van creatie, land en stad van creatie, afmetingen van het werk en gebruikte techniek.